# Nicke Andersson
Nicke Andersson (også kendt som Nick Royale), født den 1. august 1972 er sanger, guitarist, trommeslager, sangskriver og komponist, bedst kendt for sin position som sanger og guitarist i det Grammisvindende rockband The Hellacopters, såvel som tidligere trommeslager for det svenske dødsmetal-band Entombed. Han har også arbejdet som producer, såvel som lavet de fleste omslag for de bands, han har været med i. Udover sit arbejde med the Hellacopters er Andersson trommeslager og sangskriver for soulbandet The Solution med Scott Morgan, såvel som trommeslager, guitarist og sangskriver for dødsmetal-bandet Death Breath. Til dato har han været involveret i over hundrede forskellige officielle udgivelser med forskellige bands. På nuværende tidspunkt planlægger han at udgive sit første soloalbum.

## Diskografi

### Entombed
- Left Hand Path (1990)
- Clandestine (1991)
- Wolverine Blues (1993)
- To Ride Shoot Straight and Speak the Truth (1997)

### The Hellacopters
- Supershitty to the Max! (1996)
- Payin' the Dues (1997)
- Grande Rock (1999)
- High Visibility (2000)
- By the Grace of God (2002)
- Rock & Roll Is Dead (2005)
- Head Off (2008)

### Supershit666
- Supershit666 (1999)

### Nick Royale Gang
- I Don't Wanna Go Outside

### The Solution
- Communicate! (2004)
- Will Not Be Televised (2007)

### Death Breath
- Stinking Up The Night (2006)
- Let It Stink (ep) (2007)

## Fodnoter
1. ↑  "Kultur – Corren.se – Östergötlands största nyhetssajt". Arkiveret fra originalen 19. oktober 2008. Hentet 24. december 2009.